# The Baron (film, 1911)
The Baron est un film américain de comédie réalisé par Mack Sennett, sorti en 1911.

## Fiche technique
- Réalisation : Mack Sennett
- Date de sortie : 31 août 1911

## Distribution
- Dell Henderson
- Mabel Normand
- Joseph Graybill
- Grace Henderson
- Fred Mace
- William J. Butler